# Heilig Hartbeeld (Heerlen, Tempsplein)
Het Heilig Hartbeeld is een standbeeld in de buurt Op de Nobel in de Nederlandse stad Heerlen, in de provincie Limburg. 

## Achtergrond
Met name in de eerste helft van de 20e eeuw werden in Limburg beelden opgericht in het kader van de Heilig Hartverering. In 1922 kreeg de beeldhouwer Toon Dupuis de opdracht een Heilig Hartbeeld te maken. In oktober 1924 vond de onthulling op het Tempsplein plaats en werd het beeld ingewijd door deken Nicolaye. Het beeld staat binnen het rijksbeschermd gezicht Heerlen - Tempsplein e.o..

## Omschrijving
Het bronzen beeld is een blootsvoetse, staande Christusfiguur, gekleed in een lang gewaad. Hij houdt zijn beide armen zegenend gespreid. Het beeld staat op een natuurstenen, getrapte sokkel, ontworpen door architect Dirk Roosenburg.

## Rijksmonument
Het beeldhouwwerk werd in 1999 erkend als rijksmonument, onder meer vanwege de "ensemblewaarde wegens zijn centrale situering op het Tempsplein, een plein dat van bijzonder belang is voor het aanzien van dit deel van Heerlen. Het object is ten slotte van algemeen belang wegens de kunsthistorische zeldzaamheid als voorbeeld van een beeldhouwwerk uit het 1e kwart van de XX eeuw, opgesteld in de openbare ruimte."